# 카타니아의 아가타
카타니아의 아가타 또는 아가다(라틴어: Agatha Catanensis, 230년? - 251년?)는 로마 제국 시대 순교한 그리스도인 가운데 한 사람으로, 루치아, 아녜스, 체칠리아와 더불어 교회의 네 동정녀 순교자이다. 그녀의 이름은 ‘선하다’라는 뜻의 그리스어 아가테(agathe)에서 유래한다. 그녀의 순교 연대는 불확실하나, 아마도 로마 황제 데키우스의 박해 기간 도중이었을 것으로 추측하고 있다. 기독교의 성녀로서, 축일은 2월 5일이며, 보통 자신의 잘려나간 가슴이 담겨진 접시를 받쳐들고 있거나 쇠집게를 들고 있는 젊은 여인으로 묘사된다. 유모·간호사·종 주조자·시칠리아의 직조공·카타니아·산악 안내인·유리 제조공·불과 날씨·처녀·양치는 여자·수유하는 여인들의 수호 성녀이다.

## 생애
아가타는 시칠리아의 카타니아 출신으로, 매우 부유한 집안에서 태어나 자랐다고 한다. 그리스도인이었던 그녀는 신앙심이 깊었으며, 하느님에게 죽을 때까지 정결을 지키겠노라 서원했다고 한다.
그런데 평소 그녀의 미모를 눈여겨보던 집정관 퀸티아누스가 청혼을 해오자, 그녀는 일언지하에 거절하였다. 이에 앙심을 품은 퀸티아누스는 그녀가 정부에서 금지하고 있는 종교인 기독교를 믿고 있다는 것을 알아내자 당장 그녀를 체포하여 법정에 출두시켰다. 죄인의 신분으로 끌려나온 아가타에게 퀸티아누스는 만약 배교하지 않는다면 처벌을 하겠다고 위협하였다. 그러나 아가타가 전혀 겁내는 기색이 없자 각종 고문을 가한 뒤 감옥에 가두어버렸다.
다음날 다시 법정에 출두된 아가타는 역시 자신의 신앙을 끈질기게 고수하였다. 그러자 형리들은 그녀를 형벌대에 눕힌 다음 시뻘겋게 달군 쇠집게로 그녀의 양 가슴을 떼어냈다. 그리고 다시 그녀를 감옥에 가두어버렸다. 그날 밤, 그녀의 독방에 광채와 함께 천사와 사도 베드로가 눈앞에 나타났다. 아가타가 베여서 난 상처난 자신의 가슴 부위를 보이자 베드로는 예수 그리스도의 이름으로 그녀의 상처를 치유하였다.
다음날 그녀는 또다시 법정으로 끌려나왔다. 그때 퀸티아누스는 아가타의 상처가 완치된 것을 보고 놀랐으나 곧 감정을 추스려 다시 배교하고 우상을 숭배할 것을 강요하였지만 아가타는 여전히 그리스도만을 섬기겠노라고 대답할 뿐이었다. 퀸티아누스는 이번에는 아가타에게 날카로운 유리 파편과 이글거리며 불타고 있는 석탄 위에서 뒹굴게끔 하였다. 그러자 도시에 갑자기 지진이 일어나 담이 무너지는 바람에 여러 사람들이 깔려 죽거나 다치고 말았다. 퀸티아누스는 이로 인해 시민들의 감정이 격해져서 소동을 일으키지는 않을까 두려워하여 아가타에게 내린 형벌을 중지시키고 다시 감옥에 가두었다.
그러나 오랜 고문으로 이미 만신창이가 된 아가타는 얼마 못가 숨을 거두고 말았다. 그녀의 시신은 카타니아에 묻히었다.

## 사후
그녀가 죽은 후 1년이 지나 카타니아는 화산 폭발로 절체절명의 위기를 맞게 되었다. 주민들은 이를 무척 두려워하면서 즉시 아가타의 무덤으로 달려가 화산의 불꽃을 향해 서서 아가타의 생전의 수건을 들자 즉시 화산 활동이 중지되어서 마을은 무사히 구출되었다고 한다. 그 결과 아가타는 용암분출이나 지진이 일어나지 않도록 전구해주는 존재로 공경받게 되며 또한 역설적이게도 가슴을 뽑히는 고문을 당했다는 이유로 수유하는 여인들의 수호성녀가 되었다. 4세기 경부터 교회에서 아가타에 대한 공경이 널리 확산되었다.
이후 아가타의 유해는 무슬림 치하에서도 보존되었으나 1040년 비잔티움 제국의 시칠리아 침공이 실패하자 제국군 장군들은 벌을 면하기 위해 아가타의 유해를 콘스탄티노폴리스로 보냈고 약 1세기 후에야 군인 고셀모가 동료와 함께 콘스탄티노폴리스에서 빼내와 다시 카타니아에 안치되었다. 이후 카타니아는 신성 로마 제국의 프리드리히 2세의 침공과 잦은 화산 폭발로 위기에 처한 적이 많았으나 기적적으로 살아남았고 아가타에 대한 공경은 더더욱 각지로 퍼져나가 유럽 각국의 숲, 도시뿐만 아니라 인도와 남아메리카의 일부 성소까지 성녀에게 봉헌되었다.